# Jean-François-Xavier Girod
Pour les articles homonymes, voir Girod.
Jean-François-Xavier Girod, né en 1735 à Mignovillard et mort le 5 septembre 1783 à Châtenois, est un médecin français.

## Biographie
Fils de médecin, médecin de Louis XVI, Girod exerça la médecine à Besançon avec autant d’habileté que de désintéressement. Resté célèbre dans l’histoire pour le rôle qu’il a joué dans la lutte contre les épidémies. Il écrivit un long mémoire à leur sujet qu’il envoya à la société de médecine de Paris, dont il était membre. Il a notamment participer avec zèle à propager l’inoculation. Introduit en premier lieu pour neutraliser l’épidémie de peste en Franche-Comté : entre 1765 et 1787, il y fit inoculer 33 619 personnes, soit plus de 10 % de la population de cette province. Nommé en 1763 médecin en chef des épidémies de la province, Girod mourut victime de son zèle, au milieu de l’épidémie meurtrière qui s’était déclarée à Châtenois.
Girod était membre de la Société royale de Médecine. Son Éloge, par Vicq d’Azyr, a été imprimé dans les Mémoires de cette société. Le roi l’avait fait chevalier de l'ordre de Saint-Michel.